# Renaud de Planta
Pour les articles homonymes, voir Planta.
Renaud de Planta, né le 15 novembre 1963 à Genève, est un dirigeant de banque suisse et ancien Senior Partner du groupe Pictet.

## Biographie

### Origines et famille
Renaud de Planta naît le 15 novembre 1963[réf. souhaitée] à Genève.
Il est issu, du côté maternel, d'une grande famille genevoise, les Dominicé.

### Études
Il obtient en 1986 une licence en économie politique à l’Université de Saint-Gall. Ce diplôme est suivi d'un MBA en finance à l'université de Chicago.

### Parcours professionnel
Il travaille d'abord à l'Union de banques suisses à partir de 1988. Il y devient directeur général pour l'Asie du Nord.
En juin 1998, il rejoint le groupe Pictet, dont il devient associé-gérant dès son arrivée. D'abord responsable des activités de fonds, il prend rapidement la responsabilité conjointe de l'ensemble des activités de gestion d'actifs du Groupe, qu'il a dirige jusqu'à fin 2017. Durant cette période, les activités de gestion d'actifs de Pictet connaissent une croissance spectaculaire, passant de 20 à 230 milliards de francs suisses, devenant ainsi le deuxième fournisseur suisse en termes d'actifs sous gestion. Cette croissance est due en partie à l'approche produit de la gestion d'actifs avec le lancement de nouveaux types de produits d'investissement dans le domaine des fonds thématiques, ainsi que des offres sur les marchés émergents et long-short.
Il devient associé senior le 1er septembre 2019.
Lors de la faillite du Crédit Suisse au printemps 2023, Renaud de Planta est nommé par la conseillère fédérale et ministre des Finances Karin Keller-Sutter au Groupe d'experts sur la stabilité bancaire, chargé de soumettre des propositions au Conseil fédéral pour renforcer le système financier suisse. En septembre 2023, avec effet à compter de mai 2024, il est nommé au Conseil de banque de la Banque nationale suisse par le Conseil fédéral,. Fin juin 2024, de Planta cesse ses fonctions d'associé principal du groupe Pictet pour siéger au conseil d'administration du groupe.

### Exil fiscal
Il est en été 2025 au centre d'une polémique en raison de son installation en Italie, où il bénéficie d'un forfait fiscal,.

### Distinctions
Renaud de Planta a été désigné meilleur banquier de Suisse en 2019 et 2022 par le magazine économique suisse Bilanz.